# Skäggolja
Skäggolja är en kosmetisk produkt som används för att vårda och mjukgöra hud under skägg, men kan också ge viss glans och mjukhet åt skägget. Produkten innehåller i allmänhet en blandning av olika oljor och doftämnen.
Skäggolja har oftast en mycket lättflytande och smidig konsistens som gör att den enkelt kan tränga igenom skägget och nå huden. Oljan motverkar torrhet och klåda och kan ge mjukhet och glans åt skägget.
Intresset för skäggvårdsprodukter har ökat under 2010-talet, bland annat med anordnandet av World beard day första lördagen i september, som internationellt uppmärksammades första gången 2010 och i Sverige sedan 2015. Skäggolja är ett av nytillkomna ord i 2021 års upplaga av Svensk ordbok.